# ميلان سرجبر
ميلان سرجبر (بالتشيكية: Milan Šrejber)‏ مواليد 30 ديسمبر 1963 في براغ، هو لاعب كرة مضرب تشيكي سابق. سبق أن شارك في دورة الألعاب الأولمبية الصيفية التي أقيمت في سول عاصمة كوريا الجنوبية سنة 1988 وأحرز الميدالية البرونزية.

## الميداليات
| الميدالية | المسابقة                       |
| --------- | ------------------------------ |
| برونزية   | الألعاب الأولمبية الصيفية 1988 |

## روابط خارجية
- ميلان سرجبر على موقع رابطة محترفي التنس (الإنجليزية)
- ميلان سرجبر على موقع الاتحاد الدولي لكرة المضرب (الإنجليزية)
- ميلان سرجبر على موقع كأس ديفيز (الإنجليزية)
- ميلان سرجبر على موقع خلاصة التنس.كوم (الإنجليزية)
- ميلان سرجبر على موقع أوليمبيديا (الإنجليزية)
- ميلان سرجبر على موقع اللجنة الأولمبية التشيكية (التشيكية)